# Piszczac-Kolonia
Piszczac-Kolonia – wieś w Polsce położona w województwie lubelskim, w powiecie bialskim, w gminie Piszczac.
W latach 1975–1998 miejscowość położona była w województwie bialskopodlaskim.
Wieś jest sołectwem w gminie Piszczac. W roku 2021 wieś liczyła 328 mieszkańców.
Wierni Kościoła rzymskokatolickiego należą do parafii Podwyższenia Krzyża Świętego w Piszczacu.

## Historia
Według spisu powszechnego z roku 1921 miejscowość Piszczac-Kolonia wraz z folwarkiem posiadała 29 domów i 186 mieszkańców